# Droit philippin
Le droit philippin est l'ensemble des normes constitutionnelles et législatives s'appliquant aux Philippines. Son histoire est faite de l'interaction entre les pratiques autochtones et l'administration coloniale espagnole puis américaine.

## Histoire

### Règne hispanique
C’est sous le derecho indiano de l’empire espagnol que les premières peines de mort sont attestées aux Philippines.

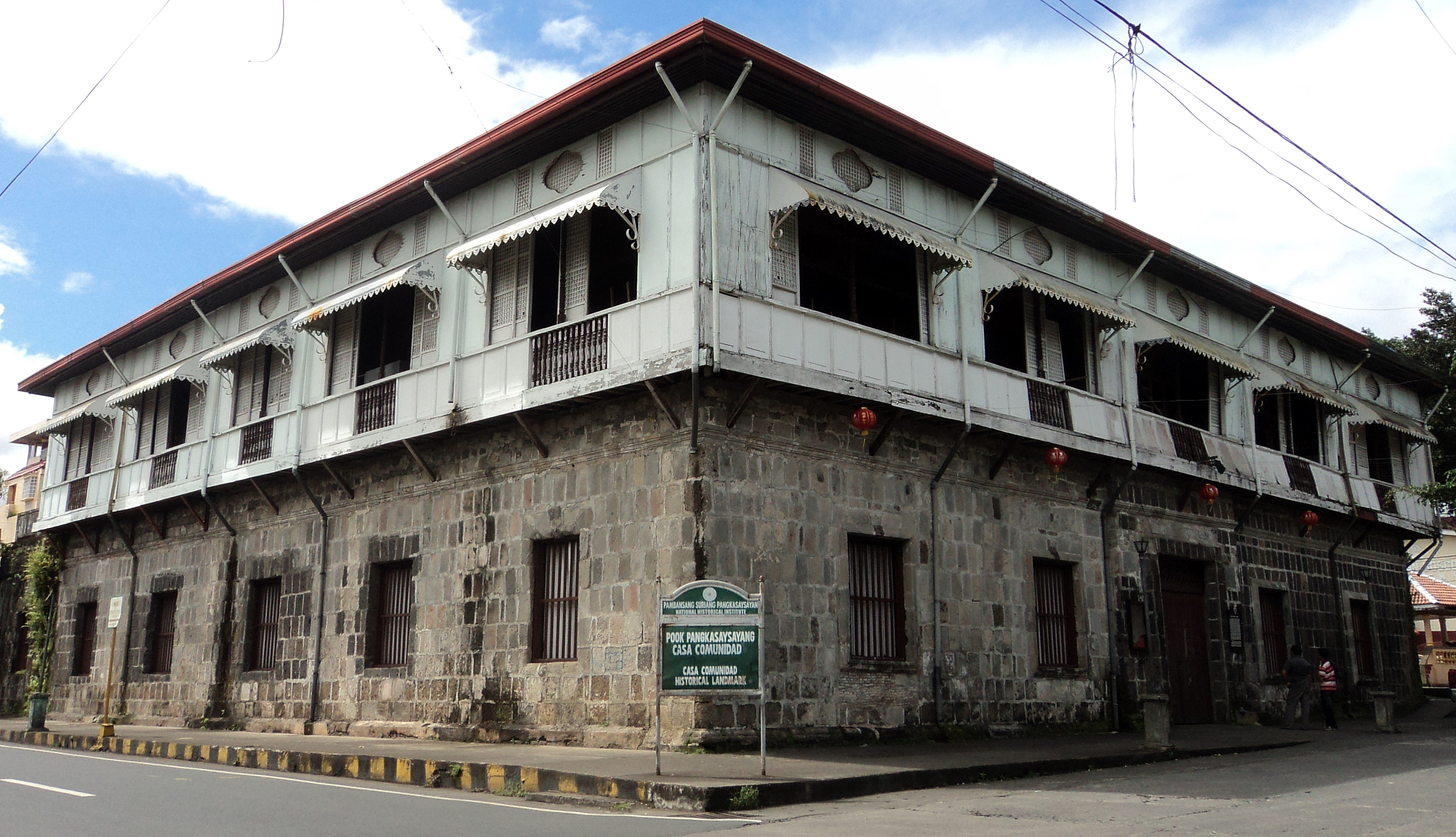
La casa comunidad de Tayabas, où Hermano Pule (en) fut jugé et exécuté.
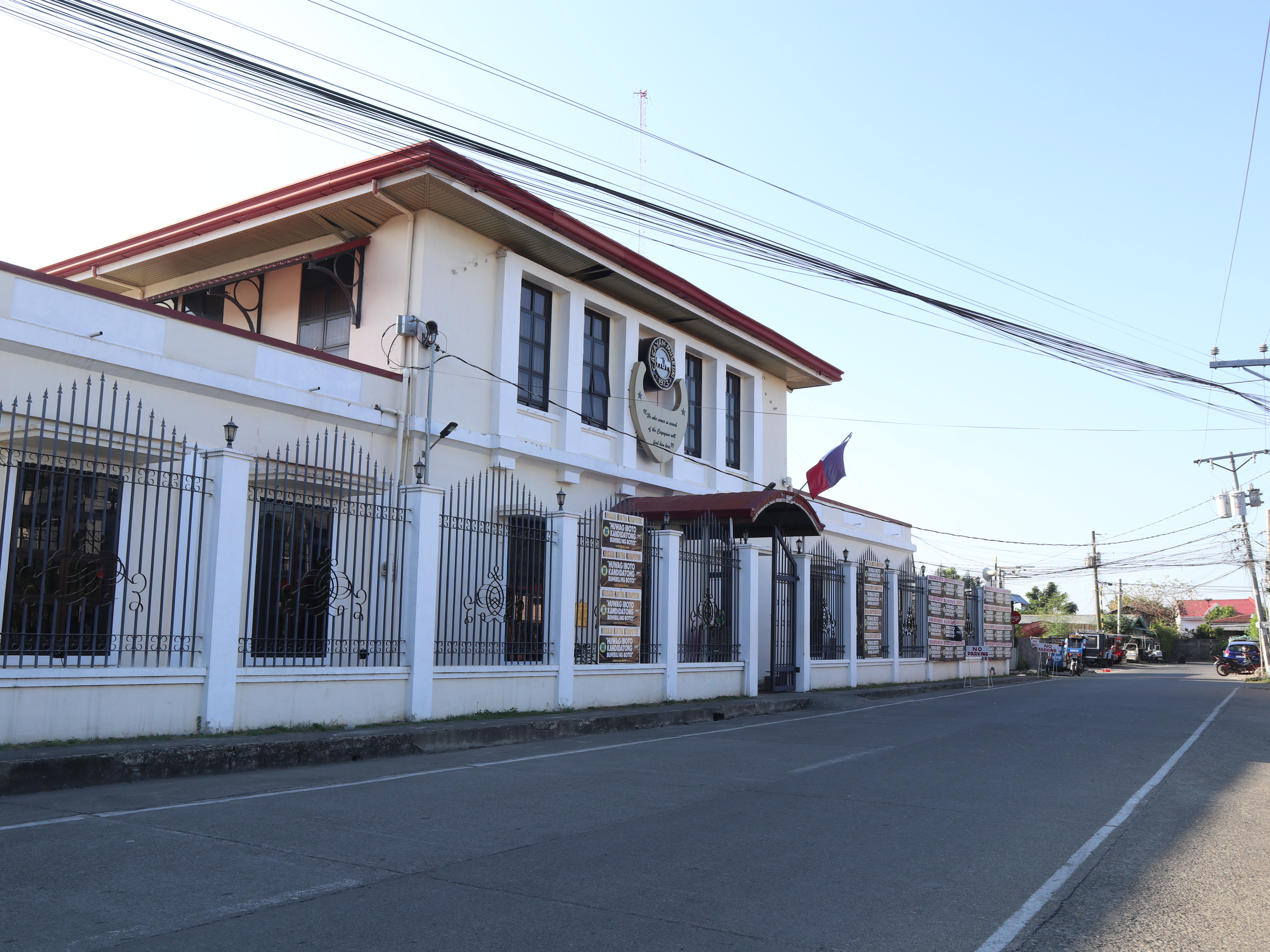
L’ancienne casa tribunal de Tuguegarao.
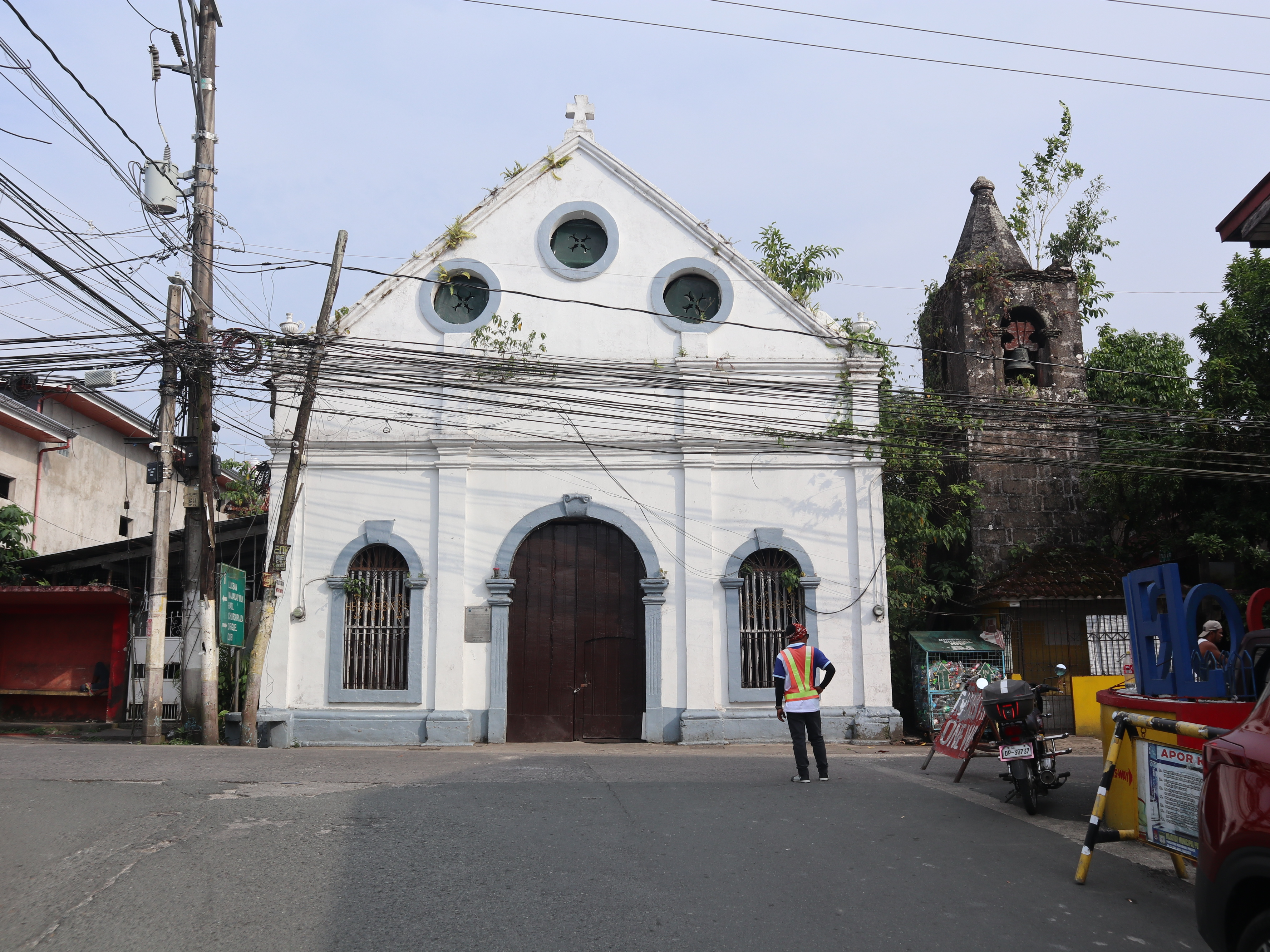
Ancien tribunal espagnol à Majayjay[2].

#### XVIesiècle
L’histoire de l’esclavage dans les Philippines espagnoles (en) débute avec l’introduction du système de l’encomienda. Par ailleurs, en vertu de la corvée de polo y servicio (en), les colons obligent tous les hommes autochtones adultes à 40 jours de travail forcé par an.
Dans les années 1580, le synode de Manille rassemble des ecclésiastiques, qui reprochent aux autres colons espagnols d’être injustes et cruels envers les autochtones. Notamment, ils accusent les encomenderos de ne pas respecter les lois en vigueur, et ils se plaignent des libertés prises par le gouverneur quant à l’administration de la justice. Les actes de ce synode reprennent l’idée commune à l’époque selon laquelle les lois du roi espagnol sont forcément justes, et que les affres de la colonisation sont la faute de la corruption des administrateurs de chaque localité.
L’audience royale de Manille est créée en mai 1584. De nombreux conflits éclatent entre les juges et le gouverneur, ainsi qu’avec l’Église catholique, principalement des querelles de pouvoir personnelles. Le gouverneur fait dissoudre l’audiencia en 1590. Les élites de Manille protestent, et obtiennent du roi le rétablissement du tribunal en 1596. Rapidement, les mêmes tensions resurgissent.
En 1594, un décret royal, réclamé par Juan de Plasencia (en) et Domingo de Salazar, décide que les litiges entre autochtones seront désormais jugés par les principales, c’est-à-dire des chefs locaux. Cette reconnaissance façonne le développement de la justice de barangay.

#### XVIIesiècleetXVIIIesiècle
Au sein du système judiciaire colonial, une attention particulière est portée au contrôle des Chinois, parce qu’ils sont perçus comme des étrangers dangereux pour l’ordre espagnol. Ainsi, par exemple, un décret royal tente de faire expulser les Chinois de Manille en 1782. Toutefois, sous l’influence des marchands chinois, la gouverneur finit par contourner le décret en permettant de rester à tous ceux envers lesquels la Couronne a des dettes. Le tribunal principal en charge des Chinois est le tribunal de Sangleyes (en). Cette cour de justice spéciale apparaît au XVIIe siècle, lorsque la Couronne espagnole accorde des privilèges de juridiction (appelés fueros de extranjeros) aux nobles chinois du quartier de Parián (en) à Manille. De manière ambigüe, le tribunal de Sangleyes est considéré comme servant directement le pouvoir royal impérial, mais il est aussi censé être une institution obéissant à la culture chinoise. Les membres du jury sont appelés bilangos. Cette institution perdure jusqu'à la fin de la période espagnole, au XIXe siècle.
Au XVIIe siècle et XVIIIe siècle, l’Église catholique tente d’interdire les pratiques autochtones qui s’apparentent à la dot, en vain. Deux théologiens de l’université de Santo Tomas s’intéressent particulièrement aux stratégies afin de faire changer les pratiques filipino du droit matrimonial, en s’inspirant de l’école de Salamanque.
Au cours du XVIIIe siècle, les vols de carabao deviennent très fréquents. En 1782, le gouverneur édicte le Bando de Carabaos, une loi qui instaure le traitement des carabaos comme des objets de propriété privée à travers un système d’enregistrement et de marquage au fer.

#### XIXesiècle

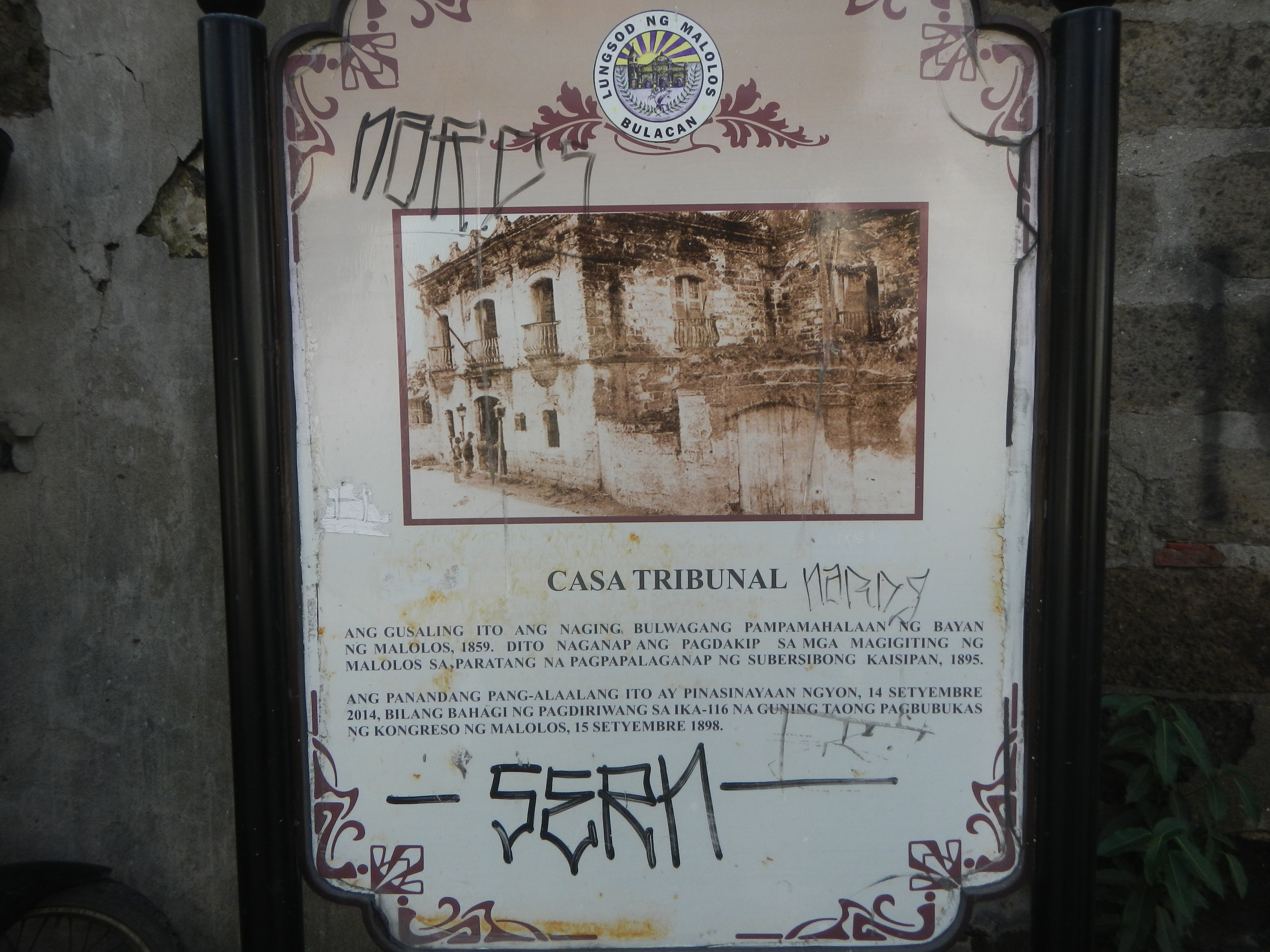
Un plaque dans le centre-ville de Malolos, montrant une photo ancienne de la casa tribunal.

Au long du XIXe siècle, les jeux d’argent, auparavant considérés comme un crime grave, sont peu à peu légalisés.
Les juges sont très corrompus au XIXe siècle dans les Philippines.
Vers la fin du XIXe siècle, à Manille, les archives judiciaires montrent que les femmes déposaient des plaintes au tribunal pour des vols ou des kidnappings, étaient accusées de vol, d’escroquerie ou d’atteintes à l’intégrité corporelle, et ne servaient que rarement de témoins dans les affaires de viol.

### Période des États-Unis

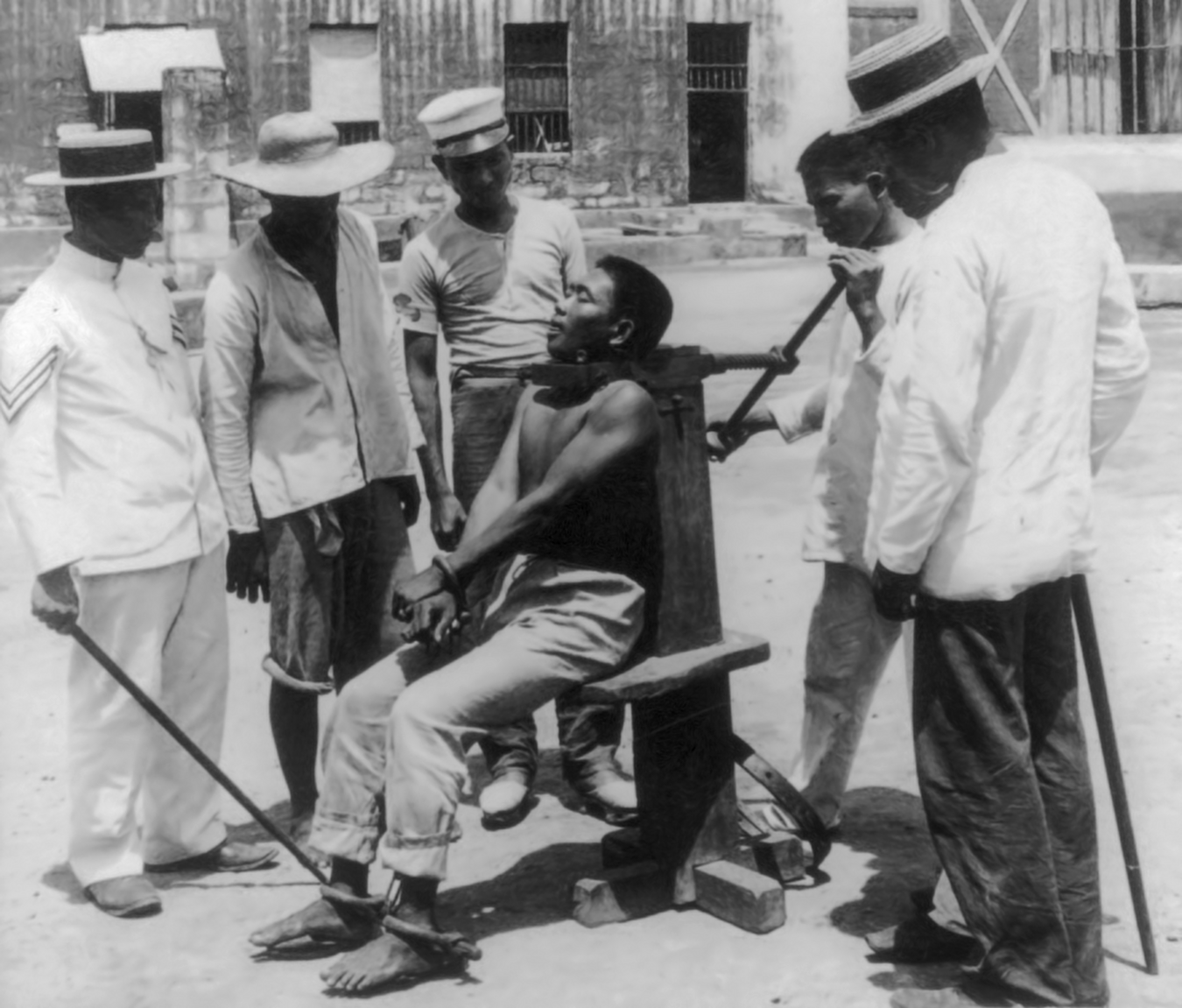
Exécution au lacet étrangleur en 1901.

Lors de la prise de pouvoir des États-Unis dans l’archipel, l’administration américaine tient un discours selon lequel le nouveau régime va permettre de moderniser le système judiciaire et surtout de garantir l’application régulière de la loi. Selon le chercheur Alexis Ian Dela Cruz, cette prétention correspond en réalité surtout à une intensification du système policier colonial aux Philippines, et à un passage à une idée plus paternaliste de l’autorité métropolitaine. Selon l’historien Timothy Foley, les promesses des États-Unis de créer un pouvoir judiciaire impartial servent expressément à masquer et justifier l’arbitraire de la domination coloniale. Le juriste Owen J. Lynch Jr. décrit un « plan secret » de la part de l’administration américaine. Pour lui, lorsque la commission Taft (en) a lancé des réformes du droit foncier en annonçant vouloir favoriser l’accession à la propriété privée, elle aurait en fait prévu les dysfonctionnements qui sont survenus lors de la mise en œuvre. La véritable intention aurait été de donner une bonne image des États-Unis tout en garantissant que les terres restent aussi disponibles que possible pour des concessions à de grandes entreprises.

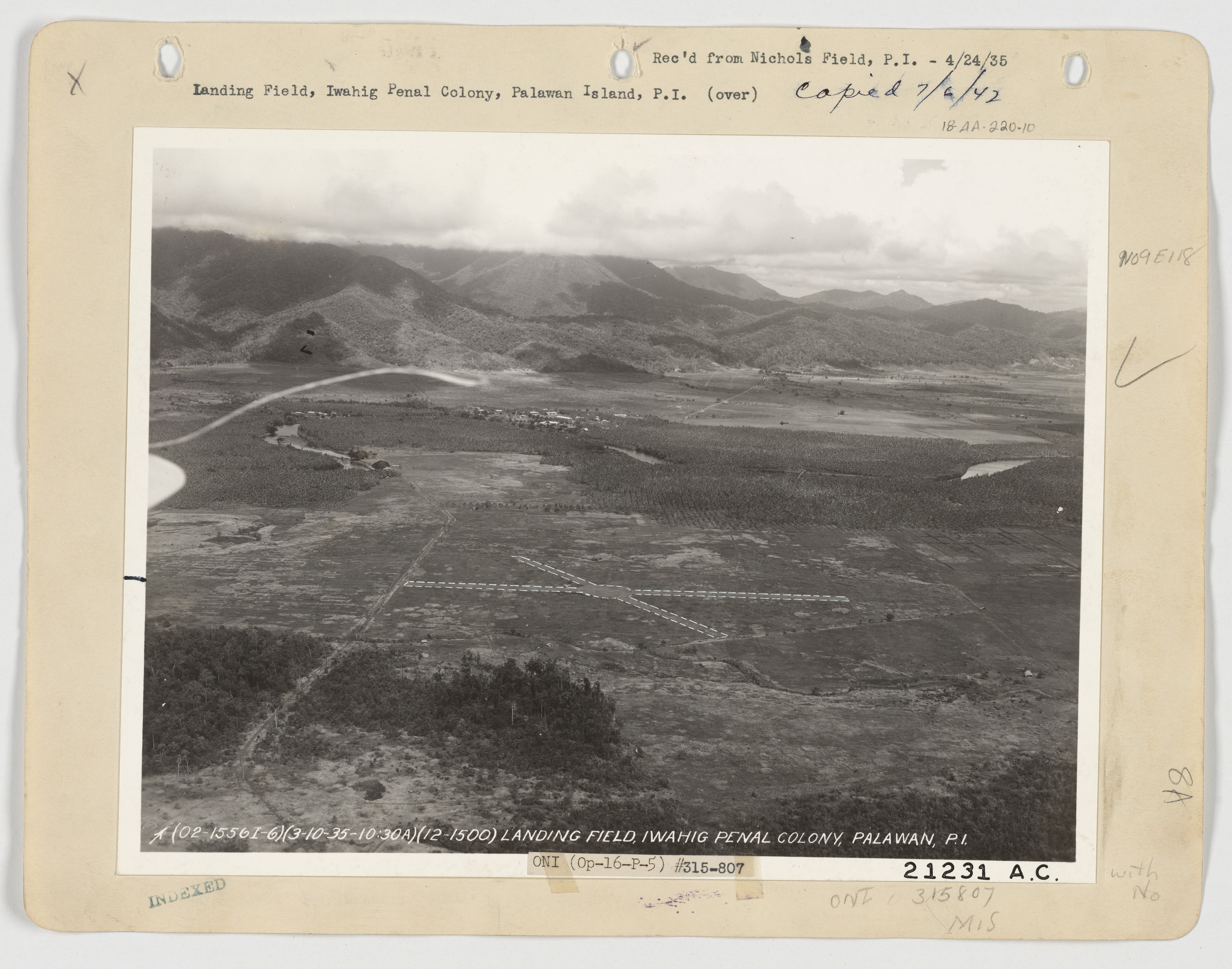
La colonie pénale d’Iwahig (au bord du méandre à gauche) en 1935.

Dès les années 1900, les États-Unis font construire la colonie pénale d’Iwahig (en) par des forçats filipinos. Ils construisent aussi la nouvelle prison Bilibid, censée servir de principal exemple du durcissement pénal offert à l’archipel.
En 1912, George A. Malcolm (en) prend la tête de la première faculté de droit aux Philippines (University of the Philippines College of Law). Selon les universitaires Bryant Garth (Irvine School of Law ) et Yves Delazay (du CNRS ), Malcolm crée cette école de droit dans l'idée de former de nouvelles classes dirigeantes où les ilustrados s'allieraient à la bourgeoisie d'affaires américaine. Manuel Roxas et Ferdinand Marcos y obtiennent leur diplôme.

## Sources du droit

### Constitution
La Constitution est la norme suprême des Philippines, toutes les normes inférieures doivent s'y conformer.

### Droit international
Les Philippines considèrent que les principes généralement acceptés de droit international font partie de son droit interne.
Pour être appliqués en droit interne, les traités doivent être approuvés par deux tiers des membres du Sénat.

### Législation
Le pouvoir législatif est confié au Congrès des Philippines, composé du Sénat et de la Chambre des représentants des Philippines.

## Sources

## Compléments